# Stavanger bispedømme (1125-1682)
Stavanger bispedømme (1125–1682) er et at Norges fem tidligste bispedømmer og kan være blevet oprettet i 1120'erne. De første tre katolske bispedømmer i Norge blev oprettet i 1070 med sæde i Alpsa, Biargina og Nithirosa, det vil sige i Oslo, Bjørgvin (Bergen) og Nidaros (nutidens Trondheim). Efterhånden blev antallet af bispedømmer udvidet til fem, og blandt disse var Stavanger. Det har været normalt at tidsfæste byen Stavanger til samme år som bispedømmets grundlæggelse. Det er muligt, at der var en biskop i Stavanger også før dette. Biskoppens kirke i byen var Stavanger Domkirke.
Middelalderens bispedømme i Stavanger omfattede Rogaland, vore dages to Agderfylker, Hallingdalen, nu Buskerud og Valdres, nu Oppland samt sognene Røldal og Eidfjord, i dag Hordaland.
Stavanger blev efter nogle få års ophold videreført som stift efter reformationen i 1537. I 1682 blev bispesædet flyttet fra Stavanger til Kristiansand, dels på grund af nedgangstider i byen Stavanger, og dels ud fra et politisk ønske hos kongen i Danmark om at styrke den nye by Kristiansand. Bispedømmet havde samme udstrækning efter flytningen, og forandrede navn til Christianssands stift. I 1918 ændrede det så navn igen til Agder Bispedømme.
I 1925 blev et nyt Stavanger bispedømme oprettet ved, at området tilsvarende Rogaland fylke blev udskilt fra Agder.

## Kronologisk oversigt over biskopper

### Den katolske kirken
- Reinald muligvis fra 1120-tallet-1135
- Jon Birgersson, 1135-1152
- Peter, 1152-??
- Amund, ??-1171
- Eirik Ivarsson, 1171-1188
- Nikolas Arnesson 1189 (kun et år i Stavanger)
- Njål, 1190-1207
- Henrik, 1207-1224
- Askell Jonsson, 1226-1254
- Torgils af Stavanger, 1255-1276
- Arne, 1277-1303
- Ketil, 1304-1317
- Håkon Halldorsson, 1318-1322
- Eirik Ogmundsson, 1322-1342
- Guttorm Pålsson, 1343-1350
- Sigfrid, 1351-1352
- Gyrd Aslason, 1354-1355
- Bottolf Asbjørnsson, 1355-1380
- Hallgeirr Osmundsson, 1380/81
- Olaf, 1381/82-1398/1400
- Håkon Ivarsson, 1400-1426
- Audun Eivindsson, 1427-1445
- Gunnar Eriksson, 1445-1451/53
- Sigurd Bjørnsson, 1454-1463
- Alv Thorgardsson, 1464-1478
- Eiliv Jonsson, 1481-1512
- Hoskuld Hoskuldsson, 1513-37/38 (ved dødsfald, ikke afsat)

### Lutherske biskopper (–1682)
- Jon Guttormsen, 1541-1557
- Jens Gregoriussen Riber, 1558-1571
- Jørgen Erikson, 1571-1604
- Laurits Clausen Scabo, 1605-1626
- Tomas Cortsen Wegner, 1627-1654
- Markus Christensen Humble, 1655-1661
- Christen Madsen Tausan, 1661-1680